# The Mercury News
O San Jose Mercury News é um jornal diário dos Estados Unidos, publicado na cidade de San Jose, na Califórnia. Sua sede e gráfica estão localizadas na região norte da cidade. O Mercury News engloba todos os outros jornais da Bay Area que pertencem ao Media News Group, incluindo o Oakland Tribune, Contra Costa Times, Marin Independent Journal, San Mateo County Times, Santa Cruz Sentinel e outros dez jornais locais, cada qual acompanhado da informação "uma edição do San Jose Mercury News", que se junta à grande circulação do jornal.

## História

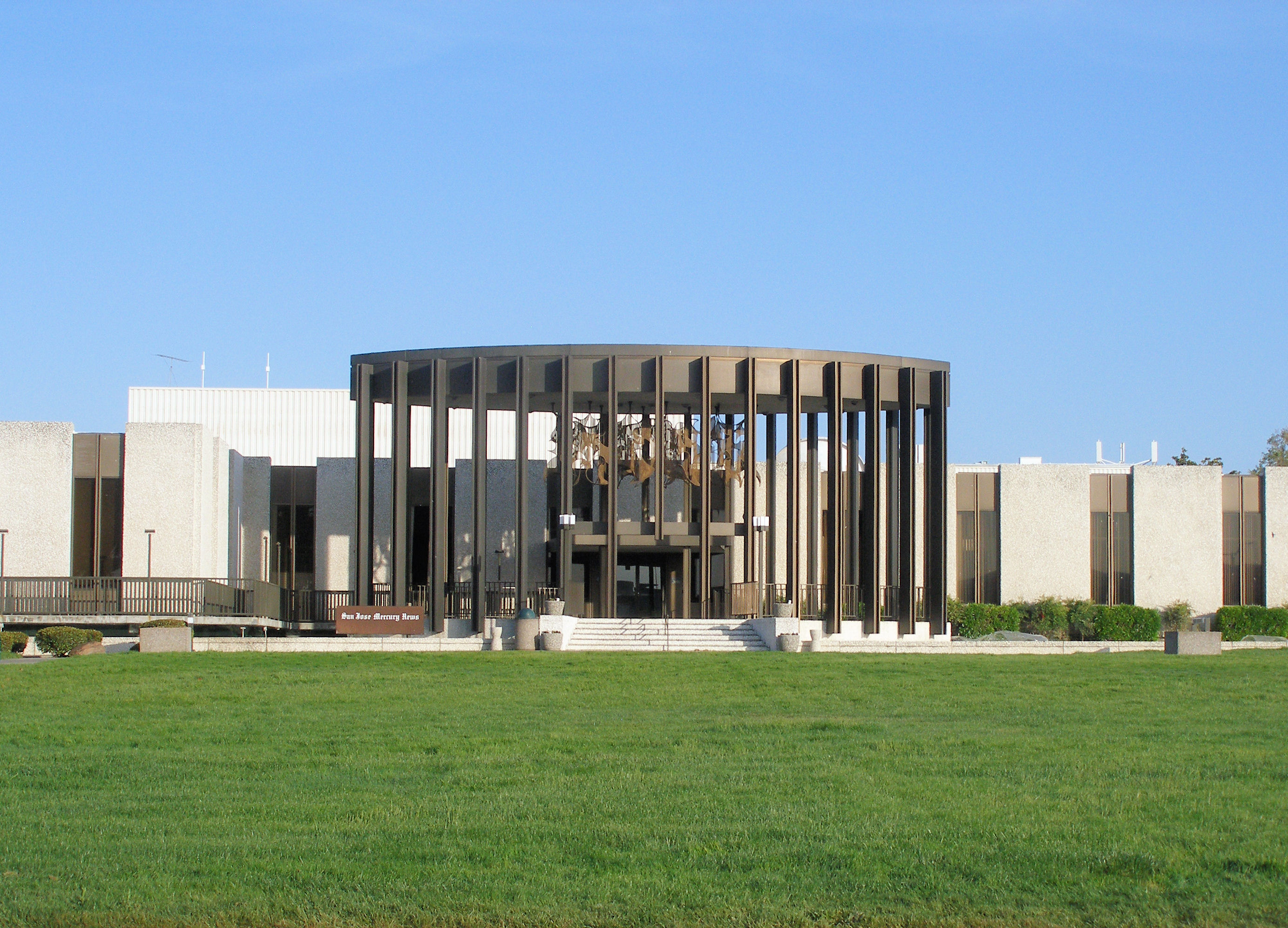
Sede do Mercury News

O jornal foi fundado em 1851 como San Jose Weekly Visitor, enquanto que o San Jose News iniciou em 1883. Em 1942, o Mercury adquiriu o News, e continuou publicando ambos, sendo o primeiro a edição matinal e o segundo, a vespertina. Em 1983, os jornais fundiram-se e tornaram-se o Mercury News, com duas edições diárias, sendo que, posteriormente, a edição vespertina foi cancelada.
O uso da palavra "Mercury" no nome se refere à importância da indústria do mercúrio durante a corrida do ouro na Califórnia, quando a mina New Almaden (hoje um parque estadual,  Almaden Quicksilver County Park) era a maior produtora de mercúrio da América do Norte. O nome tem duplo sentido, uma vez que Mercúrio também é o mensageiro dos deuses na mitologia romana, bem como deus do comércio.